# Ablaberoides elongata
Ablaberoides elongata är en skalbaggsart som beskrevs av Frey 1968. Ablaberoides elongata ingår i släktet Ablaberoides och familjen Melolonthidae. Inga underarter finns listade i Catalogue of Life.